# Johannes Dose

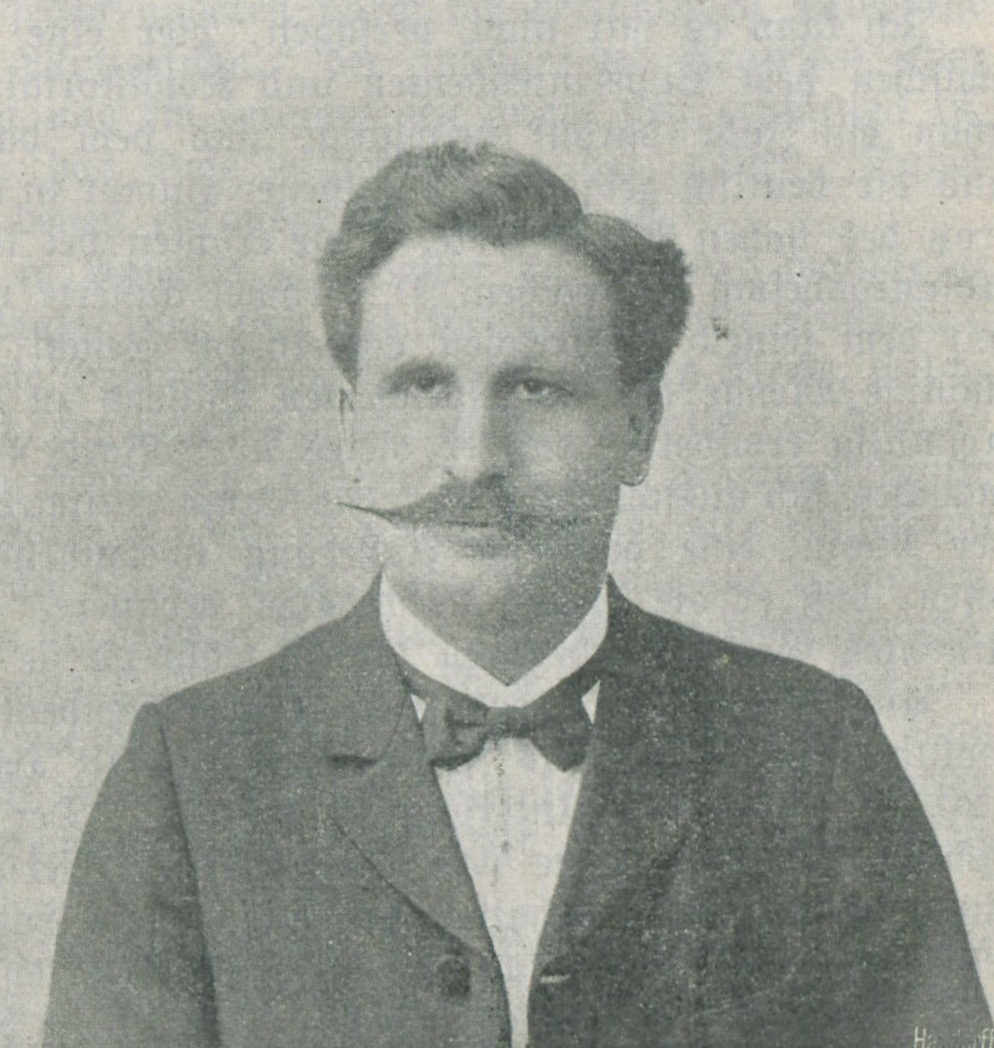
Johannes Dose, um 1910

Johannes Valentin Dose (* 23. August 1860 in Ødis, Schleswig; † 17. Februar 1933 in Haderslev) war ein deutscher Schriftsteller. 

## Leben
Johannes Dose stammte aus kleinen Verhältnissen: sein Vater war der Tagelöhner und Gerichtsdiener Jens Jacobsen Dose. Die Familie war im dänischen Teil Schleswigs ansässig und übersiedelte nach dem deutsch-dänischen Friedensschluss von 1864 in das nunmehr preußische Hadersleben. Dank der Unterstützung von Gönnern konnte Johannes Dose ein Gymnasium – die Haderslebener Kathedralschule – besuchen und danach an den Universitäten in Kiel und Leipzig ein Studium der Theologie und Philosophie absolvieren. Anschließend durchlief er eine Ausbildung am Predigerseminar in Hadersleben, die er mit dem
zweiten theologischen Examen abschloss. Dose war als Hilfsprediger in Astrup und Norburg tätig. Nachdem sich – auch aus politischen Gründen – seine Hoffnungen auf eine reguläre Pfarrstelle zerschlagen hatten, ging Dose 1889 in die Vereinigten Staaten, wo er zuerst in Otoe/Nebraska eine lutherische Gemeinde ausgewanderter ostfriesischer Bauern als Pfarrer betreute und später als Lehrer an einem Waisenhaus in Philadelphia tätig war.
1893 kehrte Johannes Dose nach Schleswig zurück. Er begann, literarische Texte zu veröffentlichen. Ab 1902 war er als Privatlehrer in Lübeck tätig. In diese Zeit fiel ein Prozess gegen Johannes Dose, den ein Cousin gegen ihn angestrengt hatte, weil er sich durch die Darstellung seiner Person in Doses Roman Ein Muttersohn beleidigt und verunglimpft sah. Aufsehen erregte in diesem Zusammenhang der (vergebliche) Versuch Doses, Thomas Mann als Entlastungszeugen laden zu lassen, da Dose Manns Buddenbrooks – wie anfangs viele Leser – als Schlüssel- und Skandalroman (Bilseroman) missverstanden hatte. Ab 1908 lebte Dose in Hamburg und ab 1917 in Ulfshuus bei Hadersleben. Sein Grab befindet sich auf dem Assistens Kirkegård in Haderslev.
Johannes Dose war ein in den ersten Jahrzehnten des zwanzigsten Jahrhunderts in Norddeutschland vielgelesener Autor. Sein literarisches Werk umfasst Romane, Erzählungen und Gedichte, die meist Themen aus der Geschichte Schleswigs behandeln und stark von Doses protestantischem Glauben geprägt sind.

## Werke
- Heimatlieder, Norden 1898
- Magister Vogelius, Altenburg 1899
- Der Kirchherr von Westerwohld, Wolfenbüttel 1900
- Frau Treue, Leipzig 1901
- Ostern auf der Prairie, Berlin 1901
- Die Osterschlacht, Berlin 1901
- Der Trommler von Düppel, München 1901
- Der Feueranbeter, Kassel 1902
- Ein Stephanus in deutschen Landen, Schwerin 1902
- Die Kosakenbraut, Schwerin 1903
- Des Kreuzes Kampf ums Dannevirke, Schwerin 1903
- Die Osterprüfung, Berlin 1903
- Der Schatzgräber, Gütersloh 1903
- Edelinde, Glückstadt 1904
- Frauenherzen, Schwerin 1904 (2 Bände)
- Friedlieb, Schwerin 1904
- Der Muttersohn, Glückstadt 1904
- Die Sieger von Bornhöved, Schwerin 1904
- Schatzsucher und Schatzfinder, Schwerin 1905
- Die Stadt des Glücks und andere Geschichten, Schwerin 1905
- Der Held von Wittenberg und Worms, Düsseldorf 1906
- Der Paternostermacher von Lübeck, Schwerin 1906
- Vor der Sündflut, Schwerin 1906
- Erfundenes und Gefundenes, Schwerin 1907
- Die Freundin des Herrn Doktor Luther, Bielefeld 1908
- Luthergeschichten, Wismar 1908
- Unberühmte Helden, Bielefeld 1908
- Einer von Anno Dreizehn, Wismar 1908 (2 Bände)
- König Tetzlaw und sein kurzweiliger Rat, Leipzig 1910
- Pastor und Lehrer, Wismar 1910
- Ein Bonapartefeind, Leipzig 1911 (2 Bände)
- Die heilige Freiheits- und Völkerschlacht, Barmen 1912
- Im Kampf um die Nordmark, Potsdam 1912
- Ein alter Afrikaner, Wismar 1913
- Düppel, Wismar 1914
- Nur ein Trainsoldat, Barmen-U. 1914
- In der Luft und im Meere, Elberfeld-Sonnborn 1915
- Der blanke Hans, Leipzig 1916
- Freiwillige und Unfreiwillige, Stuttgart 1916
- Der große und der kleine Klaus, Halle (Saale) 1916
- Die Leiche im Koffer, Halle (S.) 1916
- Mein Vaterland muß größer sein!, Halle (Saale) 1916
- Die Minenfalle, Berlin 1916
- Helden der Heimat, Heilbronn 1918
- Das Erdfeuer, Essen 1919
- Der Cholerasarg, Chemnitz 1920
- Dr. Friedberg und Krispin Binder, Chemnitz 1920
- Rungholts Ende, Hamburg [u. a.] 1921
- Ein blutiges Narrenspiel am Dänenhof, Leipzig 1922
- Steinbeil und Bronzeschwert, Hamburg 1924